# Соан
Соан — река, протекающая по территории Пакистана, в историческом регионе Пенджаб.
Река берёт своё начало в предгорье плато Потхохар. Длина её составляет около 250 км. Крупный приток Инда. Река питается тающим снегом и ледниками, значительный вклад вносят и муссонные дожди. Практически не используется для орошения. Высота устья — 210 м над уровнем моря.
По реке Соан получила название среднепалеолитическая соанская культура.

## Галерея

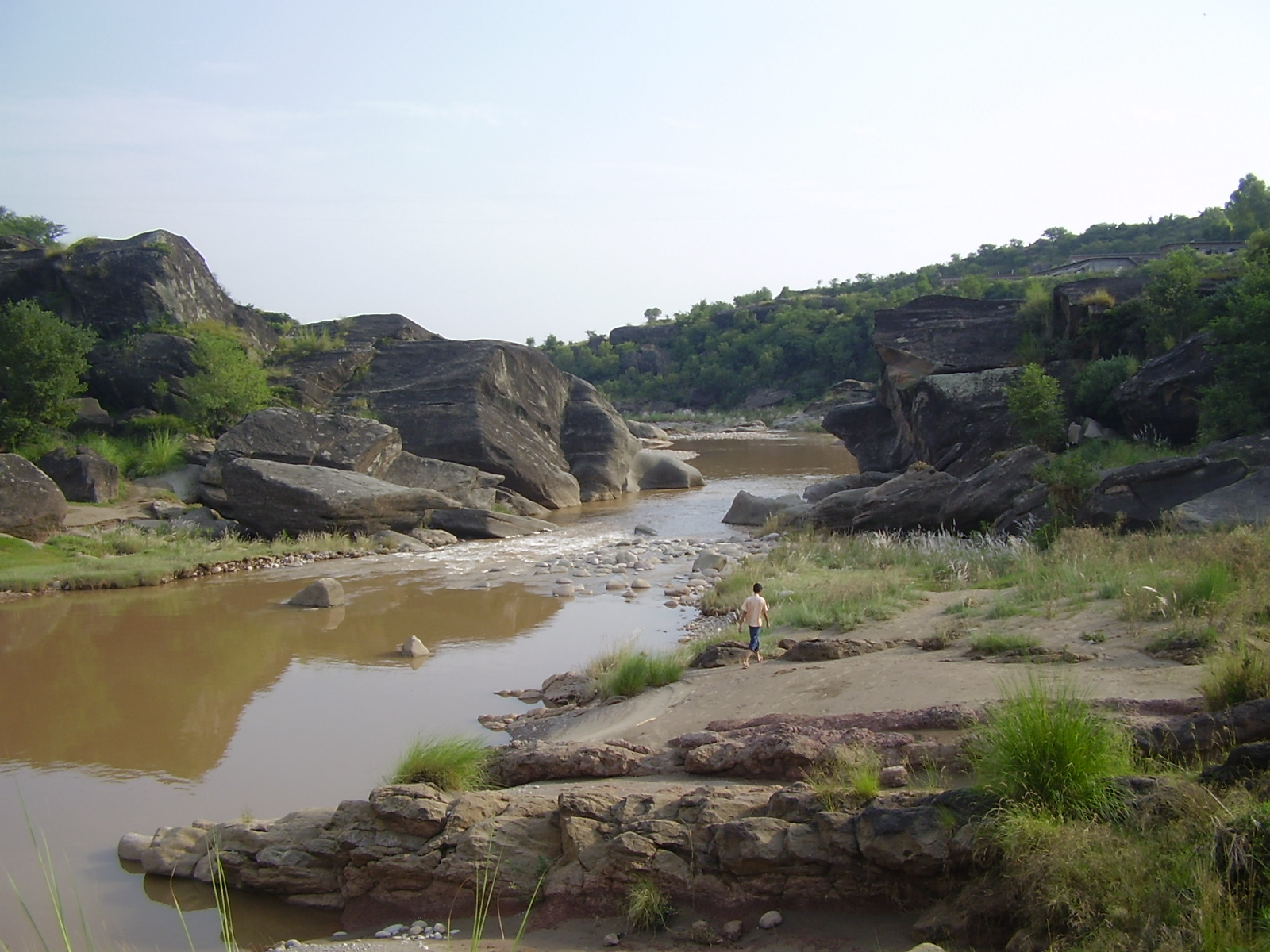